# В погоне за оленем (фильм, 1994)
В погоне за оленем (англ. Chasing the deer) —
британский исторический фильм, снятый режиссером Грэмом Холлоуэйем в 1994 году.
Название метафорически намекает на якобитов как на добычу в охоте на оленя.  Фраза  "погоня за оленем" появляется в рефрене романтической шотландской поэмы Роберта Бернса , «Мое сердце в горах» (1789).

Другое название фильма «Каллоден, 1746».

## Сюжет
Горцы отец и сын Кэмпбеллы вступают в ряды восставших якобитов, чтобы сражаться за претендента на британский трон Карла Эдуарда Стюарта. Сын попадает в плен войскам ганноверских лоялистов и вынужден присоединиться к британским войскам   герцога Камберлендского в качестве барабанщика.
В конечном итоге, отец и сын Кэмпбеллы сражаясь на противоположных сторонах в битве при Каллодене, погибают.

## В ролях
- Брайан Блессид — майор Эллиот
- Иэн Катбертсон — Таллибардин
- Мэтью Заджак — Алистер Кэмпбелл
- Fish — Ангус Кэмерон
- Брайан Дональд — старый Кэмпбелл
- Питер Гордон — Маккиннон
- Кэролайн Конрад — Мораг
- Линн Фергюсон — Шона
- Льюис Рэй — Юан
- Саймон Кирк — сержант Кирк
- Энди МакКалоу — сержант Монро
- Каллум Макдугал — фермер
- Стивен Купер — фермер
- Майкл Лейтон — О'Салливан
- Доминик Каррара — Карл Эдуард Стюарт
- Джейк д'Арси — Там
- Жаклин Пири — Мэри
- Финн Маккензи — сын Элиота
- Филип Уолес — молодой Макдональд
- Чарльз Уилсон — Дугал
- Роберт Эббот — рекрут
- Теобальд Мэнн — гвардеец
- Алистер Дунер — гвардеец
- Терри Моллой — Гарви
- Ким Дарем — сэр Джон Коуп
- Гэри Коэн — якобитский солдат
- Джок Фергюсон — лорд Мюррей
- Доминик Боррелли —  герцог Камберлендский

 В эпизодах 
Джереми Фристон, Рой Т.Андерсон, Пит Росс, Ян Брукер, Ники Николь, Росс Дансмор, Билли Мак, Фиона Джон, Ники Селби, Джон Клавдий, Дэвид Вудворд, Джеймс Моррис, Эндрю Крейг, Грэм Стирлинг.

## Съёмочная группа
Режиссёр: Грэм Холлоуэй.
Сценаристы: Боб Карратерс, Стив Гиллхэм, Джером Винсент.
Продюсеры: Боб Карратерс, David McWhinnie, Гэри Расселл, Роберт Уайтхаус.
Оператор: Алан М.Троу.
Редактор: Патрик Мур.
Дизайнер по костюмам: Лайонел Дигби.
Гримеры: Никола Бак, Шарон Роббинс.
Ассистент режиссёра: Джереми Фристон.
Художник: Саймон Фристон.
Звукорежиссёр: Кейт Конлон.
Прочие: Ян Армстронг, Скотт Коуэн, Билл Литл, Seoras Wallace, Джо Мэрриотт, Кевин Радж, Кевин Скотт,
Крис Гормли, Вон Маллади,
Том Майклим, Джим Бисгуд, Рейчел Флетчер, Тарлетонс Джиг, Дэвид Лоу, Оливия Робинсон, Нейл Берн, Майкл Дж. Бьюкенен-Данн, Адриан Троп, Тони Ротерхэм.

## Производство
Бюджет для съемок фильма был недостаточным. Создатели фильма предложили людям инвестировать в проект по 1000 фунтов стерлингов. В обмен на вклад 374 инвесторам разрешили появиться в фильме в качестве массовки.

Для батальных сцен привлекли шотландскую группу
«Шотландское боевое сообщество кланов по реконструкции сражений». Данная группа известна своим участием в других исторических фильмах, таких как Горец (1986) и Храброе сердце (1995).

Съемки фильма проводились в Шотландии, включая Каллоден, Форт-Джордж, Кингусси, казармы Рутвена и горы Кэрнгорм. Отдельные внутренние эпизоды были сняты в Англии в Хэгли-холле в Вустершире, а батальные сцены — на соседнем холме Уичбери.

## Музыка
Саундтрек к фильму включает музыку шотландской кельтской рок-группы Runrig и автора песен Marillion Фиша, а также песню "Battle Llnes" английского рок-музыканта Джона Уэттона.

## Дистрибьютеры
- Feature Film Company (1994, Великобритания, кинотеатр)

- e-m-s the DVD-Company (все медиа)